# Saturn Award voor beste acteur
Dit is een lijst met Saturn Award-winnaars voor beste (mannelijke) acteur.
| Jaar      | Acteur                       | Film                                          |
| --------- | ---------------------------- | --------------------------------------------- |
| 1974/1975 | James Caan (tie) Don Johnson | Rollerball A Boy and His Dog                  |
| 1976      | David Bowie                  | The Man Who Fell to Earth                     |
| 1977      | George Burns                 | Oh, God!                                      |
| 1978      | Warren Beatty                | Heaven Can Wait                               |
| 1979      | George Hamilton              | Love at First Bite                            |
| 1980      | Mark Hamill                  | Star Wars: Episode V: The Empire Strikes Back |
| 1981      | Harrison Ford                | Raiders of the Lost Ark                       |
| 1982      | William Shatner              | Star Trek II: The Wrath of Khan               |
| 1983      | Mark Hamill                  | Star Wars: Episode VI: Return of the Jedi     |
| 1984      | Jeff Bridges                 | Starman                                       |
| 1985      | Michael J. Fox               | Back to the Future                            |
| 1986      | Jeff Goldblum                | The Fly                                       |
| 1987      | Jack Nicholson               | The Witches of Eastwick                       |
| 1988      | Tom Hanks                    | Big                                           |
| 1989/1990 | Jeff Daniels                 | Arachnophobia                                 |
| 1991      | Anthony Hopkins              | The Silence of the Lambs                      |
| 1992      | Gary Oldman                  | Bram Stoker's Dracula                         |
| 1993      | Robert Downey jr.            | Heart and Souls                               |
| 1994      | Martin Landau                | Ed Wood                                       |
| 1995      | George Clooney               | From Dusk Till Dawn                           |
| 1996      | Eddie Murphy                 | The Nutty Professor                           |
| 1997      | Pierce Brosnan               | Tomorrow Never Dies                           |
| 1998      | James Woods                  | John Carpenter's Vampires                     |
| 1999      | Tim Allen                    | Galaxy Quest                                  |
| 2000      | Hugh Jackman                 | X-Men                                         |
| 2001      | Tom Cruise                   | Vanilla Sky                                   |
| 2002      | Robin Williams               | One Hour Photo                                |
| 2003      | Elijah Wood                  | The Lord of the Rings: The Return of the King |
| 2004      | Tobey Maguire                | Spider-Man 2                                  |
| 2005      | Christian Bale               | Batman Begins                                 |
| 2006      | Brandon Routh                | Superman Returns                              |
| 2007      | Will Smith                   | I Am Legend                                   |
| 2008      | Robert Downey jr.            | Iron Man                                      |
| 2009      | Sam Worthington              | Avatar                                        |
| 2010      | Jeff Bridges                 | Tron: Legacy                                  |
| 2011      | Michael Shannon              | Take Shelter                                  |
| 2012      | Matthew McConaughey          | Killer Joe                                    |
| 2013      | Robert Downey jr.            | Iron Man 3                                    |
| 2014      | Chris Pratt                  | Guardians of the Galaxy                       |
| 2015      | Harrison Ford                | Star Wars: Episode VII: The Force Awakens     |
| 2016      | Ryan Reynolds                | Deadpool                                      |
| 2017      | Mark Hamill                  | Star Wars: Episode VIII: The Last Jedi        |